# A. M. Qattan Foundation
Die A. M. Qattan Foundation (arabisch مؤسسة عبد المحسن القطان, DMG Muʾassasat ʿAbd al-Muḥsin al-Qaṭṭān) ist eine palästinensische Stiftung mit Sitz in Ramallah. Sie wurde 1993 von dem Unternehmer Abdel Mohsin al-Qattan (gest. 2017 in London) gegründet und wird von seinem Sohn, dem Regisseur Omar al-Qattan, geleitet.
Die Stiftung verfolgt das Ziel, Kultur und Erziehung in Palästina und den arabischen Ländern zu fördern. Die Hauptaktivitäten beziehen sich auf die West Bank und den Gazastreifen. Das Qattan Centre for Educational Research and Development unterstützt die Ausbildung und Fortbildung von Lehrern. In Gaza-Stadt besteht das Qattan Centre for the Child mit Bücherei, Theater etc. Als Drittes besteht das Kultur- und Kunstprogramm, das verschiedene Programme, unter anderem auch die Gaza Musikschule, unterstützt. In London unterhält das Kulturprogramm die Mosaic Rooms, in welchen Ausstellungen und Veranstaltungen Platz finden, die sich auf arabische Kultur konzentrieren.
Im Juni 2018 eröffnete die Stiftung ein Verwaltungs- und Kunstzentrum in Ramallah im Gegenwert von 21 Mio. $.